# Голоногая совка
Голоногая совка (лат. Megascops clarkii) — вид птиц рода Megascops семейства совиных, обитающий исключительно в Центральной Америке. Подвидов не выделяют.

## Описание
Размер тела около 24 сантиметров. Оперение красновато-коричневое. Глаза бледно-жёлтые.

## Распространение и среда обитания
Встречается в Центральной Америке от Коста-Рики до Панамы и на крайнем северо-западе Колумбии. Это осёдлая птица, обитающая в тропических лесах на высоте от 900 до 2350 метров над уровнем моря, редко до 3300 м.

## Образ жизни
В рацион птиц данного вида входят крупные насекомые и мелкие млекопитающие. Голоногие совы, вероятно, гнездятся в дуплах деревьев. Откладка яиц происходит в период с февраля по май.